# LGBT en Ouganda

Localisation de l'Ouganda.

L'homosexualité est considérée comme un sujet tabou en Ouganda. La population LGBT (lesbiennes, gays, bisexuels et transgenres) est estimée à 500 000 personnes dans le pays. Le gouvernement ougandais considère l'homosexualité comme « la connaissance charnelle contre l'ordre de la nature » (indécence caractérisée), et durcit régulièrement (la dernière fois en 2023) les peines à l'encontre des homosexuels, qui peuvent dorénavant être condamnés à mort en cas de récidive.

## Vie des personnes LGBT

### Lieux LGBT
Pendant un an existe un club lesbien à Kampala, dans les années 2010 à 2011, fondé par Kasha Jacqueline Nabagesera et d'autres militantes LGBTQIA+, le Sappho Islands, nommé en référence à la poétesse Sappho. Lorsque le militant LGBTQIA+ David Kato est assassiné dans un meurtre homophobe, son requiem a lieu à Sappho Islands. Lors de la convention 2012 de l'ILGA, les gérantes de Sappho Islands sont invitées à Stockholm et y recréent le club de façon temporaire.
En 2015, Kasha Jacqueline Nabagesera reçoit le Right Livelihood Award pour le Sappho Islands.

### Ostracisme social
D'après Jessica Stern (en) de Human Rights Watch : « Pendant des années, le gouvernement du président Yoweri Museveni a régulièrement menacé et vilipendé les lesbiennes et les gays, et a harcelé les militants des droits sexuels ». Le rapport de 2006 du département d'État des États-Unis établit que les homosexuels « font face à une discrimination et à des restrictions légales généralisées ». Il est illégal pour des homosexuels d'avoir des relations sexuelles ; la sentence maximale pour avoir eu de telles relations est la prison à vie,.
Les gays et les lesbiennes sont discriminés et harcelés par les médias, la police, les enseignants. Un journal ougandais, The Red Pepper, a publié en septembre 2007 la liste d'hommes supposés être homosexuels, plusieurs d'entre eux ayant subi des harcèlements de ce fait. Ce journal a publié une nouvelle liste en avril 2009.
Radio Simba a payé une amende de plus de mille dollars et a dû publier des excuses publiques après avoir accueilli des homosexuels lors d'une émission en direct ; le ministre de l'Information Nsaba Buturo a déclaré que ces mesures reflétaient le souhait des Ougandais de soutenir « les valeurs morales de Dieu ». « Nous n'allons pas leur donner la possibilité d'en recruter d'autres », a-t-il ajouté.
En 2010, le journal Rolling Stone publie les noms, photos et adresses de cent homosexuels, sous le titre « Pendez-les ». Poursuivis en justice, les journalistes sont condamnés, ce qui constitue importante jurisprudence pour l'affirmation du droit à la protection de la vie privée en Ouganda. Nommé par le journal, un militant gay ougandais de premier plan, David Kato Kisule, est tué en janvier 2011.
En février 2014, le journal ougandais The Red Pepper publie à nouveau une liste de 200 personnalités supposées homosexuelles,.

## Militantisme

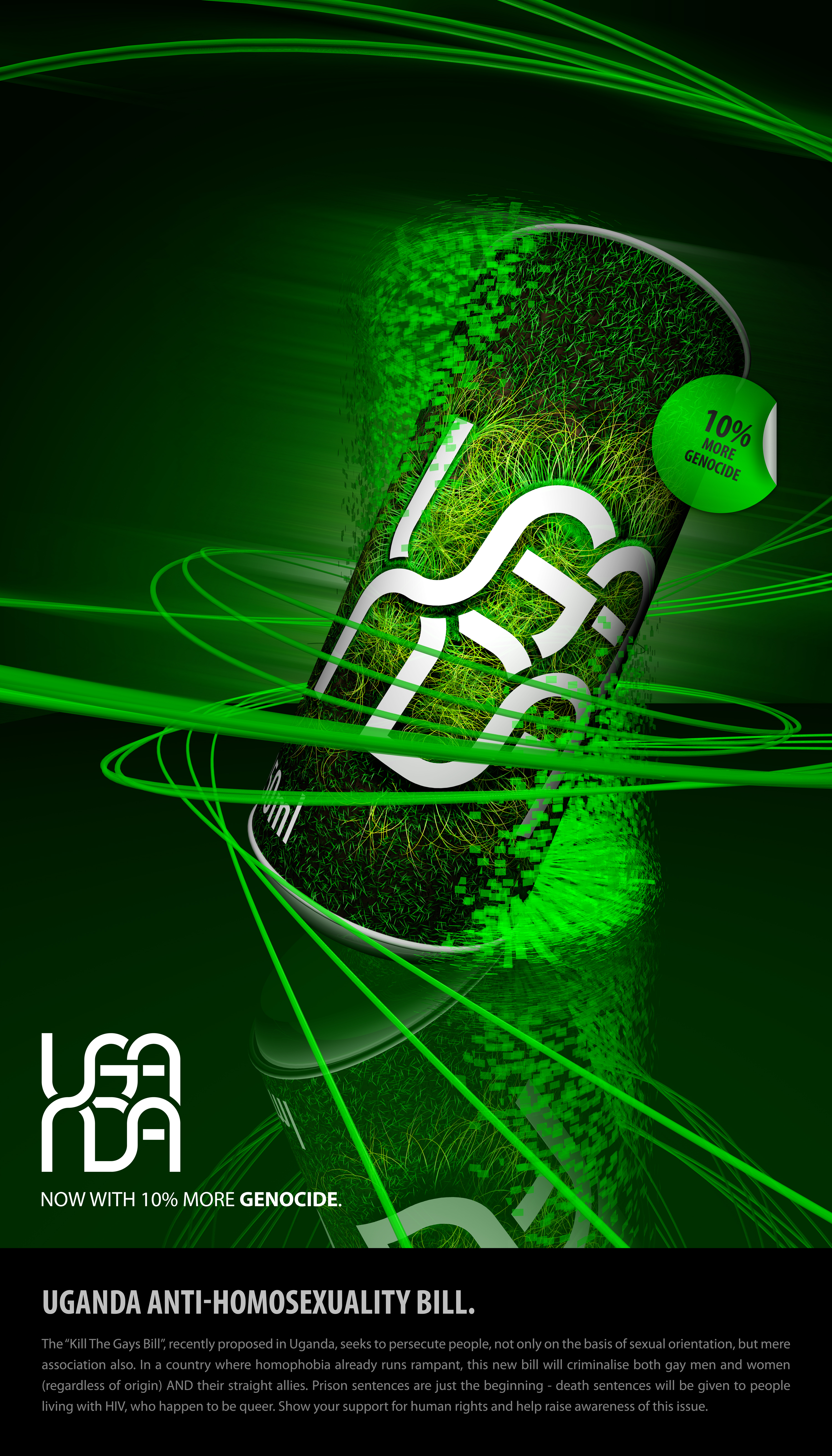
Campagne contre le projet de loi condamnant les homosexuels séropositifs à mort (2009).

L'organisation non gouvernementale Minorité sexuelles en Ouganda (Sexual Minorities Uganda), dirigée par Frank Mugisha, est une des principales associations de défense des droits LGBT du pays. D'un principe faîtier, elle réunit plusieurs associations LGBT, notamment Freedom and Roam Uganda, qui réunit lesbiennes, personnes trans et personnes intersexes. En 2022, le gouvernement suspend l’association : il rejette une demande d’enregistrement de l’organisation en jugeant son nom « indésirable ».

### Marché des fiertés
La première marche des fiertés se tient en 2012 à Entebbe. En 2016, la police interdit la tenue de la marche, puis le gouvernement interdit la tenue d'événement similaire dans la capitale Kampala en 2017.

### Répression
En octobre 2019, seize militants de l'organisation Marchons ensemble (Let's Walk Together) sont arrêtés et torturés en étant soumis à des examens anaux forcés,.
En août 2022, le Bureau national des organisations non gouvernementales, un organe du ministère de l’Intérieur, suspend l'association Sexual Minorities Uganda (SMUG). La cour d'appel confirme la suspension de l'association en mars 2024.

## Contexte juridique

### Code pénal
La situation en Ouganda découle historiquement de l'héritage colonial des lois promulguées sous l'Empire britannique.
L’homosexualité est illégale depuis la législation coloniale britannique, qui promulgue l’article 145 en 1950 pour interdire « toute relation charnelle contre nature » (indécence caractérisée),.
Le code pénal de 1950 (révisé) déclare :
- paragraphe 145 (sexuellement neutre)

« Toute personne qui — (a) a connaissance charnelle d'une autre personne contre l'ordre de la nature ; (b) a connaissance charnelle d'un animal ; ou (c) permet à un homme d'avoir un contact charnel avec lui ou elle contre l'ordre de la nature, commet une infraction et est passible de prison à vie. »
- paragraphe 148 (sexuellement neutre)

« Toute personne qui, en public ou en privé, commet un acte d'outrage à la pudeur avec une autre personne ou obtient d'une autre personne qu'elle commette un outrage à la pudeur avec lui ou elle ou tente d'obtenir l'exécution d'un tel acte de toute personne avec lui ou elle ou avec une autre personne, en public ou en privé, commet une infraction et est passible de sept ans de prison. »
- paragraphe 146 interdit de « tenter » de commettre l'infraction spécifiée au paragraphe 145 [7 ans]

#### Projets de loi de 2009
En 2009, un projet de loi prévoit l'emprisonnement à vie des gays séronégatifs et la peine de mort pour les gays séropositifs. Une sanction de trois années d’emprisonnement est à l'étude pour toute personne qui ne rapporterait pas à la connaissance de la police des faits d'homosexualité dans les vingt-quatre heures. Toute personne impliquée dans la défense des droits des gays et des lesbiennes risque en outre une peine de 7 ans d'emprisonnement. Le 4 février 2010, le président des États-Unis Barack Obama a qualifié ces projets de lois d'« odieux », précisant : « il est impensable de viser des homosexuels et des lesbiennes pour ce qu'ils sont ».

#### Loi de 2013
Le Parlement ougandais adopte le 20 décembre 2013 un projet de loi prévoyant la prison à perpétuité pour les personnes récidivant dans leurs actes homosexuels. La loi est promulguée en février 2014 par le président Yoweri Museveni. Le président Museveni justifie son geste et son retournement sur la base d’un rapport scientifique disant que l’homosexualité n’est pas génétique, cédant aux importantes pressions de son parti, le Mouvement de résistance nationale (NRM), qui a porté et défendu le projet et le groupe de pression évangélique « Born again », inspirés du protestantisme américain,.
La loi est finalement invalidée en 2014, mais la visibilité donnée par les débats sur le projet de loi a augmenté les violences envers les personnes LGBT. Ainsi, l'ONG Minorités sexuelles en Ouganda recense 264 attaques contre des personnes LGBT de 2014 à 2016 contre 27 de 2012 à 2013. La même année, la Cour constitutionnelle annule pour vice de forme une loi adoptée en décembre 2013, réprimant notamment la « promotion de l’homosexualité » et rendant obligatoire la dénonciation des homosexuels.

#### Loi de 2023
Le 21 mars 2023, le Parlement ougandais vote une loi prévoyant de lourdes peines pour les personnes entretenant des relations homosexuelles ou se revendiquant comme LGBT+, en durcissant un texte qui prévoyait déjà des peines allant jusqu’à dix ans de prison.
Les États-Unis menacent de « conséquences » économiques si la loi entre en vigueur, et Amnesty International, les États-Unis  et le Royaume-Uni demandent au président ougandais Yoweri Museveni de rejeter cette loi, en vain : la loi est adoptée par le parlement le 21 mars, sans qu'on connaisse immédiatement l’étendue des nouvelles peines qu'elle prévoit. Le 5 décembre 2023, le gouvernement américain annonce qu'il refusera de donner des visas aux responsables de la loi, ainsi qu'aux membres de leur famille. Le gouvernement ougrandais réagit le lendemain, accusant les États-Unis de pousser un « agenda LGBT (en) ». Le FMI considère que la loi pose un risque macro-économique car elle pourrait réduire le tourisme et les investissements étrangers.
Selon la version promulguée en mai 2023, le « fait d’être homosexuel » n’était pas un crime, mais « l’homosexualité aggravée » est un crime capital, ce qui signifie que les récidivistes pourraient être condamnés à mort. Une disposition sur la « promotion » de l’homosexualité implique que quiconque « promeut sciemment l’homosexualité » encourt jusqu’à vingt ans de prison (dix ans d'interdiction s’il s’agit d’une organisation).
La première inculpation liée à la nouvelle loi a lieu le 18 août 2023, un homme de 20 ans ayant été placé en détention provisoire pour « homosexualité aggravée ».
D’après un rapport de la coalition Convening for Equality (CFE) publié le 28 septembre 2023, le passage de la loi a abouti à une augmentation des violences envers les personnes LGBTQ, notamment des violences commises par des personnes agissant à titre privé,. Les services de santé du pays constatent une désertion des cliniques visant à lutter contre le VIH, liée à la promulgation de la loi.
Le 2 octobre 2023, la Cour constitutionnelle d'Ouganda examine trois pétitions émanant d'ONG et d'individus concernant la constitutionnalité du texte, et un premier recours est examiné le 18 décembre 2023 par 5 juges. La cour annonce le 3 avril 2024 qu'elle refuse d'annuler la loi, tout en précisant que certaines clauses sont « inconsistantes avec les droits à la santé, à la vie privée et à la liberté religieuse »,.
Une étude publiée en octobre 2024 par la coalition Open For Business estime que la loi a coûté au pays 1,6 milliard de dollars.
Le 3 janvier 2025, le général Muhoozi Kainerugaba indique sur les réseaux sociaux que la loi serait retirée en 2026.

### Interdiction du mariage homosexuel
Le 29 septembre 2005, le président Museveni a fait passer dans la loi un amendement constitutionnel interdisant le mariage homosexuel, faisant de l'Ouganda le deuxième pays au monde à le faire, après le Honduras. Selon cet amendement, « le mariage est légal seulement s'il se conclut entre un homme et une femme », et « il est illégal pour les couples homosexuels de se marier ».

## Influence étrangère
En 2011, des organisations évangélistes américaines organisent en Ouganda des « ateliers antigays ». Le responsable d'une association locale de protection des minorités sexuelles les accuse d'être responsable de la mort de David Kato Kisule, en présentant les homosexuels « comme moins qu'humains ».
En septembre 2024, une enquête du Wall Street Journal révèle la pression croisée de la Russie et d'organisations conservatrices américaines en faveur de la répression contre les droits LGBT. En mars 2023, l'ambassade russe en Ouganda finance ainsi à hauteur de 300 000 dollars des collaborateurs du Parlement de l'Ouganda pour l'organisation d'une conférence traitant de la « [résistance] à la pression occidentale sur des questions telles que les droits des homosexuels et les droits reproductifs ». Dans certains courriels, la Russie mentionne des organisations ultraconservatrices américaines, comme Family Watch International, dirigée par la militante mormone Sharon Slater. Celle-ci déclare ne pas avoir eu de contact avec les autorités russes, qui de leur côté nient toute influence dans le projet de loi anti-LGBT adopté en 2023,.